# 콘티넨탈 하키 리그

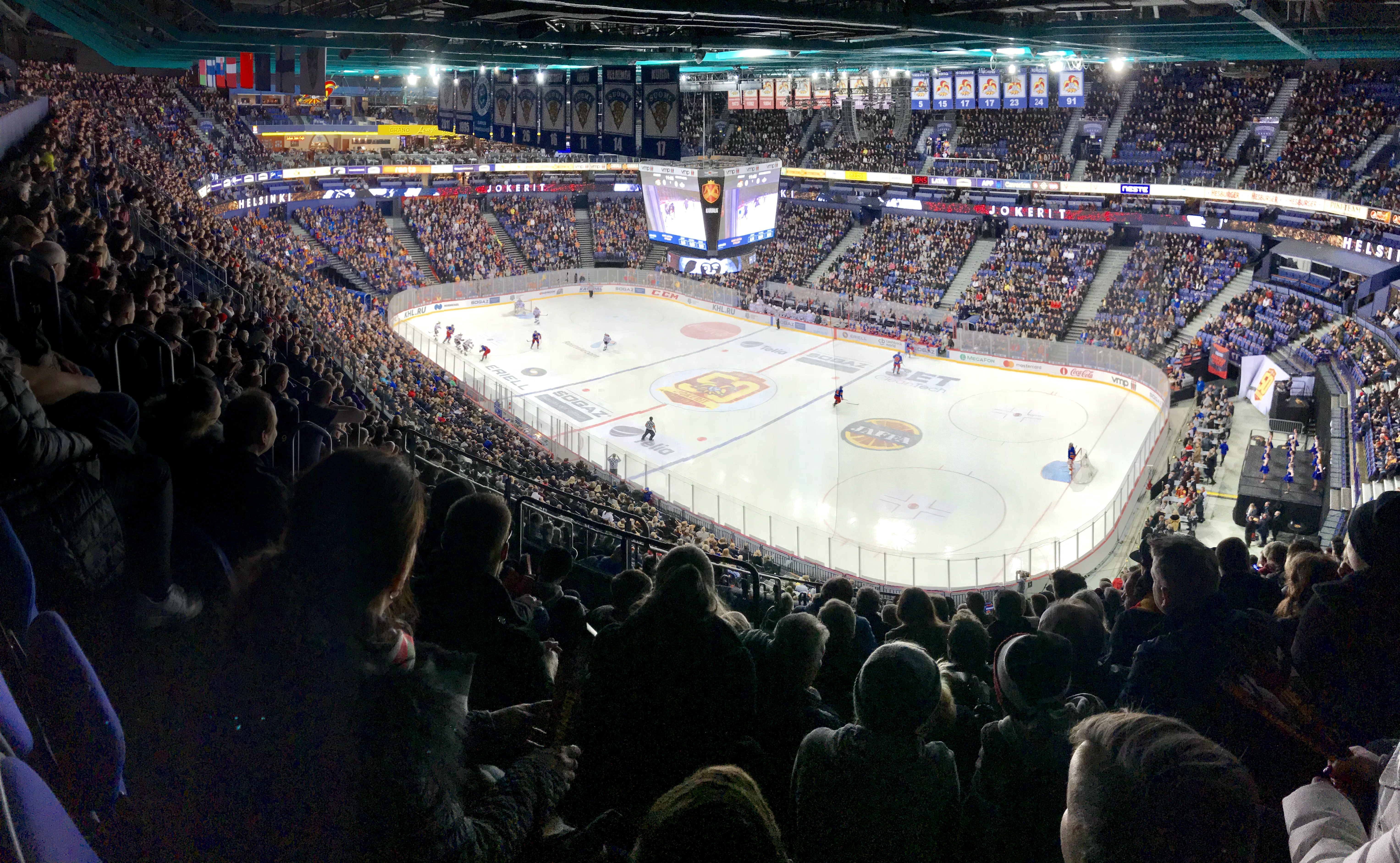

콘티넨탈 하키 리그(러시아어: Континентальная Хоккейная Лига, КХЛ, 영어: Kontinental Hockey League, KHL)은 2008년에 러시아 수페르리가를 계승하여 창설된 유라시아의 프로 아이스하키 리그이다. 세계에서 두번째로 큰리그이다.
참가팀은 현재 23개 팀으로, 러시아 20팀, 벨라루스 1팀, 카자흐스탄 1팀, 중국 1팀 등이다.
플레이오프 우승팀에게는 팀의 국적에 관계없이 러시아 챔피언 타이틀과 가가린 컵이 주어진다.

## 시즌 구조

### 정규 시즌
정규 시즌에서 각 팀당 경기수는 56경기이다. 소속 지구의 팀을 상대로 4경기씩(총 20경기)을 치르고 타 지구의 팀들을 상대로는 각각 2경기(총 36경기)를 치른다.
정규시간 내에 승리하면 승점 3점, 패배하면 승점 0점을 획득한다. 연장전이나 승부치기에서 승리 시에는 승점 2점을 받고 패배하면 1점의 승점이 감소된다.

### 플레이 오프
각 콘퍼런스 상위 8개 팀은 플레이오프 진출권을 획득한다. 지구 우승팀에게 1, 2번 시드가 우선적으로 돌아가고 나머지 시드는 콘퍼런스 전체 순위에 따라 배분된다. 1번 시드팀은 8번 시드팀과, 2번 시드 팀은 7번 시드팀과 대결하는 식으로 콘퍼런스 8강전 대진표가 짜인다. 콘퍼런스 준결승전은 8강전 승리 팀 중 가장 높은 시드를 가진 팀과 가장 낮은 시드를 가진 팀, 두 번째 시드팀과 남은 한 팀끼리 대결하는 방식으로 이루어진다. 각 콘퍼런스 우승팀은 가가린 컵을 놓고 결승전을 벌인다.
2010-11 시즌 이후로, 모든 라운드는 7전 4선승제로 치러진다.

## 시즌

### 2008–09 시즌
첫 KHL 시즌은 2008년 9월 2일에 개막했다. 정규 시즌 우승은 56경기에서 승점 129점을 획득한 살라바트 율라예프 우파가 차지했다. 포인트 왕은 76포인트(34골, 42도움)을 올린 세르게이 모쟈킨이었다. 플레이 오프에서 아반가르트 옴스크가 1번 시드팀인 우파를 꺾는 이변이 있었다. 결승전에선 아크 바르스 카잔이 로코모티프 야로슬라블을 꺾고 가가린 컵을 차지, 초대 우승팀이 되었다.

### 2009–10 시즌
두 번째 시즌에선 몇몇 눈여길만한 변화가 있었다. 지리적 여건을 반영하여 지구별 소속팀이 조정되었고, 히미크 보스크레센스크를 대신하여 압토모빌리스트 예카테린부르크가 리그에 참가하였다. 살라바트 율라예프 우파는 승점 129점을 올려 2년 연속으로 정규 시즌 우승을 하였다. 세르게이 모쟈킨은 66포인트(27골, 39도움)을 기록, 지난 시즌에 이어 포인트 왕에 올랐다. 결승전에서 아크 바르스 카잔은 동부 콘퍼런스 우승팀인 HK MVD을 상대로 승리하여 리그 2연패를 달성하였다.

### 2010–11 시즌
2010년 5월 1일, 우크라이나의 키예프를 연고로 하는 HK 부디벨니크와 HK 유그라 한티만시스크의 리그 참가가 승인되었다. 하지만 HK 부디벨니크는 경기장이 준비되지 않아 리그 참가가 연기되었다. 라다 톨리야티는 재정적 이유로 리그에서 빠져나갔고, HK MVD는 HK 디나모 모스크바와 합병, OHK 디나모 모스크바가 되었다. 정규시즌 우승팀은 승점 118점을 얻은 아반가르트 옴스크이다. 알렉산드르 라둘로프는 80포인트(20골, 60도움)을 기록하여 KHL 기록을 경신하였다. 살라바트 율라예프 우파는 아틀란트 모스콥스카야 오블라스티와의 결승전에서 시리즈 도합 4승 1패를 기록하여 첫 우승컵을 들어 올렸다.

### 2011-12 시즌
슬로바키아의 HC 레프 포프라트가 새로 참가하여 리그가 다시 24팀으로 확장되었다. 그러나 시즌 개막 당일인 9월 7일, 로코모티프 야로슬라블은 비행기 사고로 선수단 전원을 잃어 시즌을 포기하였고 개막전은 9월 12일로 미루어지게 되었다.

## 팀 (2021-22)
| 서부 컨퍼런스             | 서부 컨퍼런스         | 동부 컨퍼런스                   | 동부 컨퍼런스         |
| 보브로프 디비전           | 타라소프 디비전       | 하를라모프 디비전               | 체르니셰프 디비전     |
| ------------------------- | --------------------- | ------------------------------- | --------------------- |
| 비탸즈 포돌스크           | CSKA 모스크바         | 악바르스 카잔                   | 아드미랄 블라디보스톡 |
| SKA 상트페테르부르크      | 디나모 민스크         | 아프토모빌리스트 예카테린부르크 | 아무르 하바로프스크   |
| HC 소치                   | 세베르스탈 체레포베츠 | 쿤룬 홍성                       | 아반가르드 옴스크     |
| 스파르탁 모스크바         | 디나모 모스크바       | 메탈루르크 마그니토고르스크     | 바리스 누르술탄       |
| 토르페도 니즈니노브고로드 | 로코모티프 야로슬라블 | 네프테히믹 니즈네캄스크         | 살라밧 율라예프 우파  |
|                           |                       | 트락토르 첼랴빈스크             | 시비르 노보시비르스크 |

## 같이 보기
- 아시아리그 아이스하키